# بوتول
latitudeبوتولlongitudeبوتول
بوتول (به انگلیسی: Bothwell) یک شهرک در اسکاتلند است که در لانارکشر جنوبی واقع شده‌است.

## خصوصیات
بوتول  ۶٬۳۷۹ نفر جمعیت دارد.